# Basilica minor
Basilica minor este titlul dat bisericilor cu o importanță deosebită pentru Biserica Catolică, aflate în comuniune cu cele patru basilicae maiores, care se găsesc la Roma.
Pentru a primi titlul de basilica minor, o biserică sau o catedrală trebuie să îndeplinească anumite criterii, cum ar fi: importanța istorică, vechimea, arhitectura și mărimea edificiului precum și importanța religioasă dată de o anumită relicvă sau de un anumit eveniment. În prezent există aproximativ 1.600 de basilicae minores în întreaga lume.

## Privilegii legate de titlul debasilica minor
Distinsul titlu de basilica minor conferă bisericii toate drepturile, privilegiile, prerogativele, onorurile și preeminențele aferente acestui titlu. Astfel, credincioșii care fac o vizită evlavioasă la bazilică și participă la un rit sacru sau recită cel puțin rugăciunea Tatăl Nostru sau simbolul credinței pot, în condițiile obișnuite (confesiune, împărtășanie și rugăciune pentru intențiile Suveranului Pontif), să obțină o indulgență plenară. Emblemele bazilicii sunt tintinnabula și ombrellino-ul întredeschis. Semnul pontifical, adică cheile în saltire, poate apărea pe steagurile, mobilierul și sigiliul bazilicii. „Rectorul” bazilicii are dreptul, în exercitarea funcției sale, să poarte sutana sau îmbrăcămintea de familie religioasă și suplița / surplisul, moșeta neagră, cu împletitură, butoniere și nasturi roșii.


## Galerie de imagini

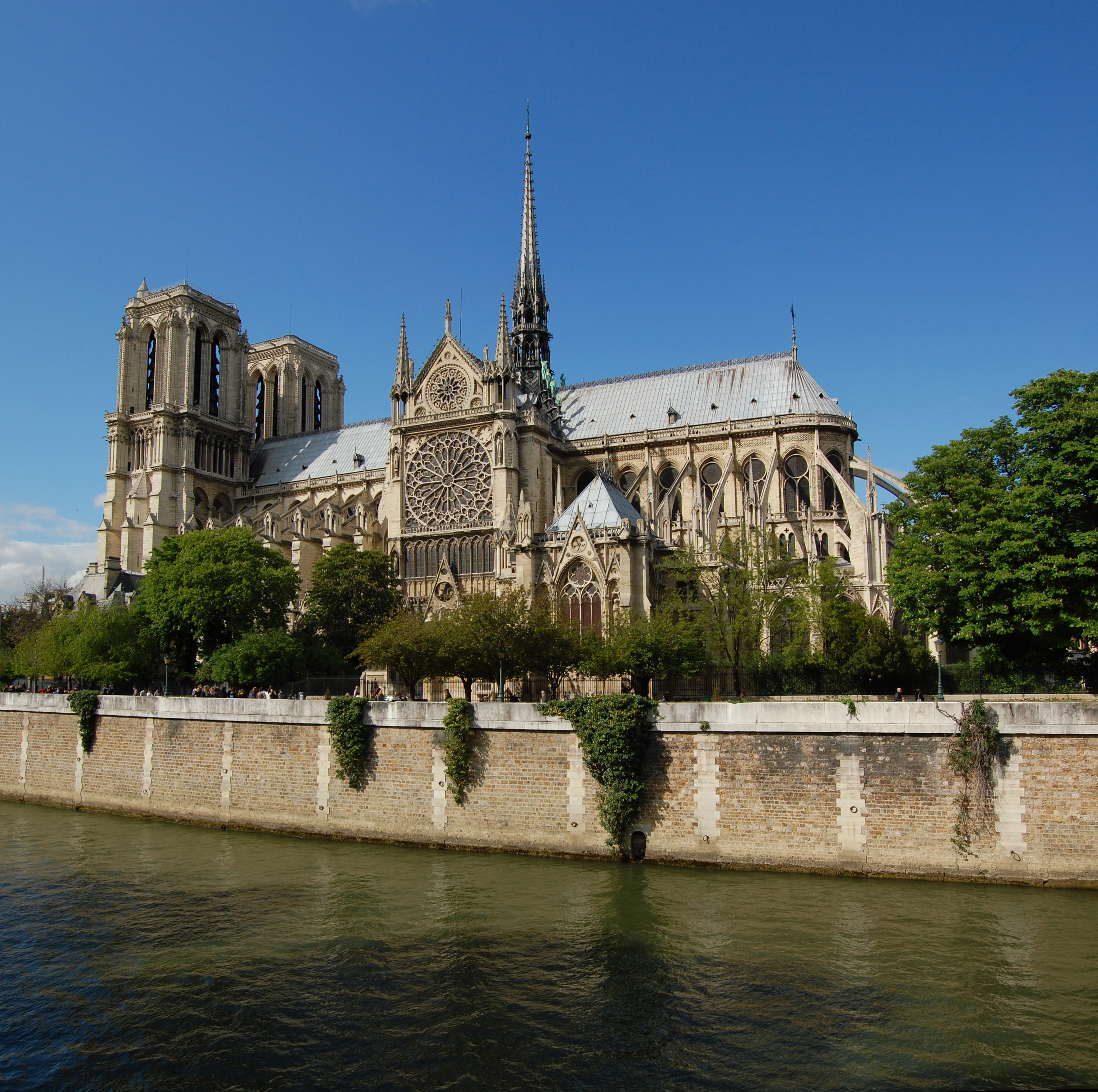
Bazilica Notre Dame de Paris, Franța
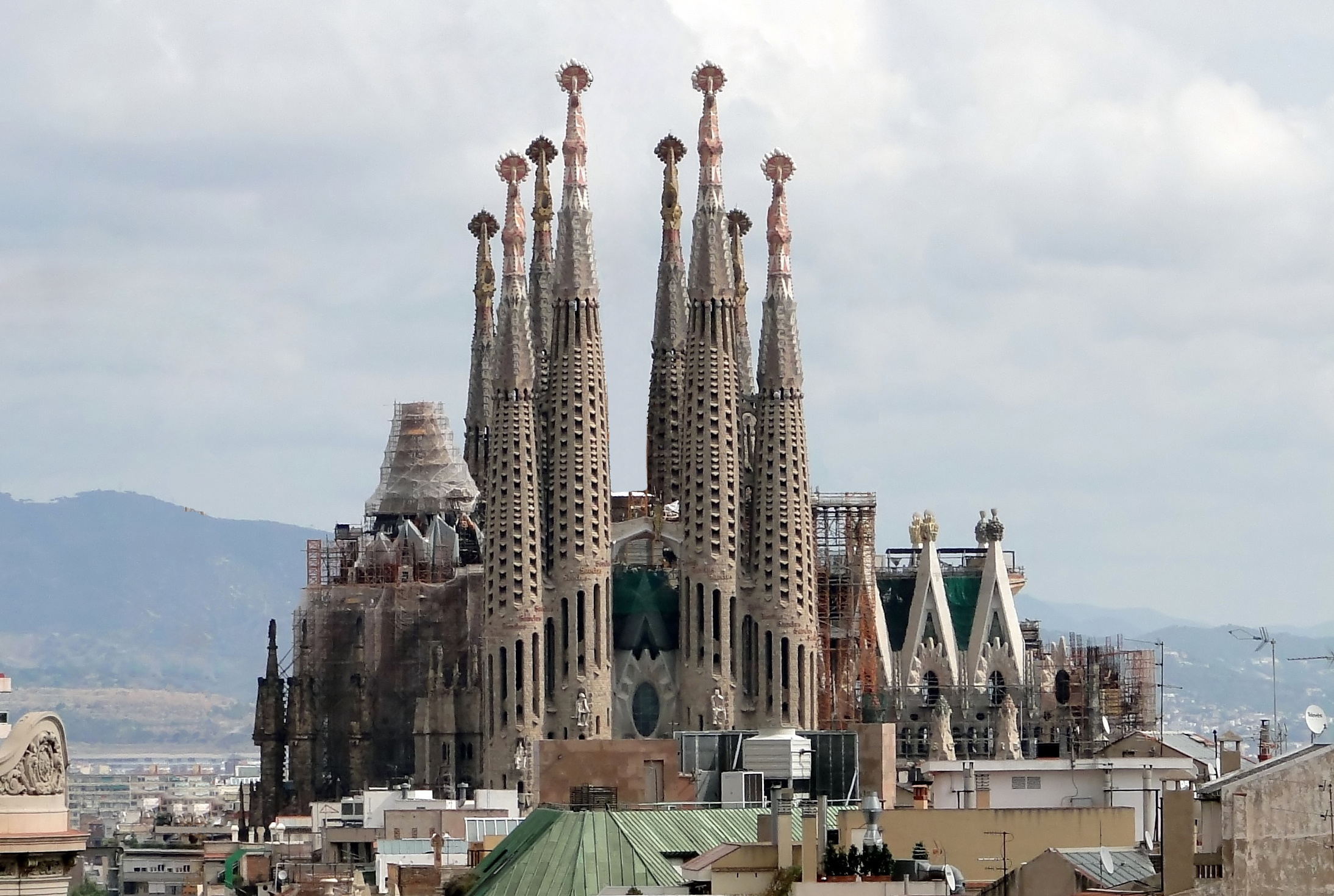
Bazilica Sagrada Familia, Barcelona, Spania
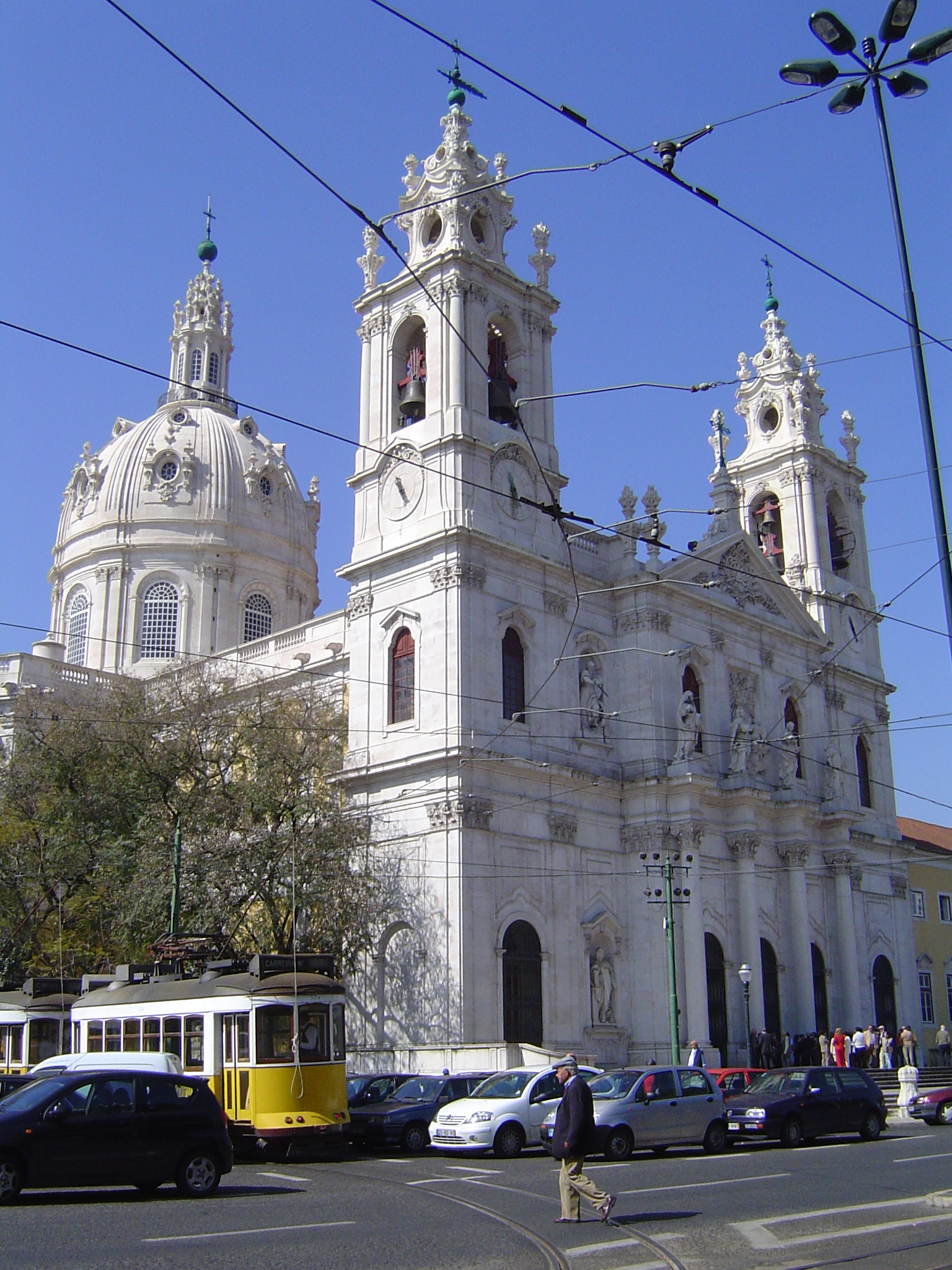
Bazilica Esterla, Lisabona, Portugalia
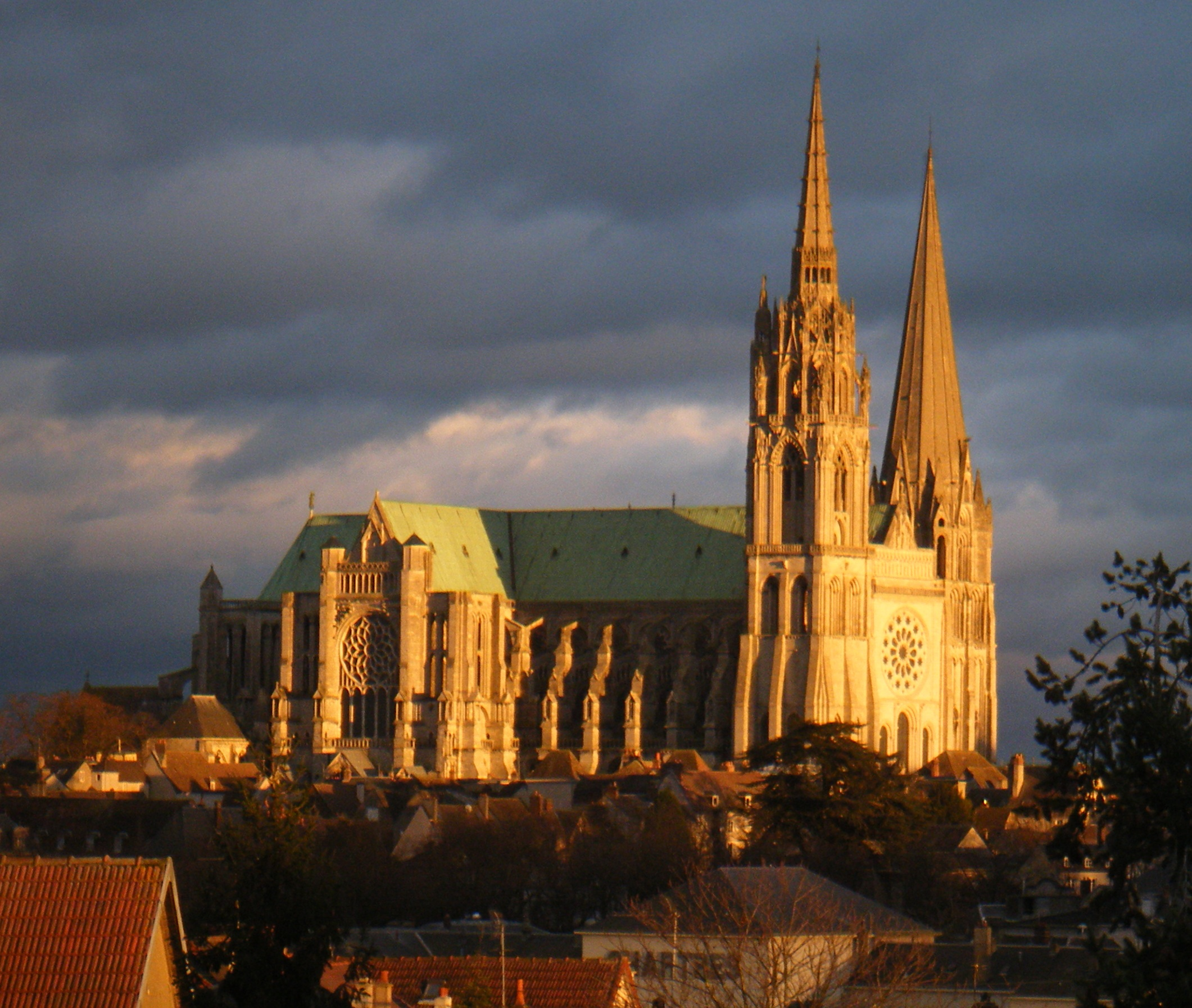
Bazilica Notre-Dame de Chartres, Franța
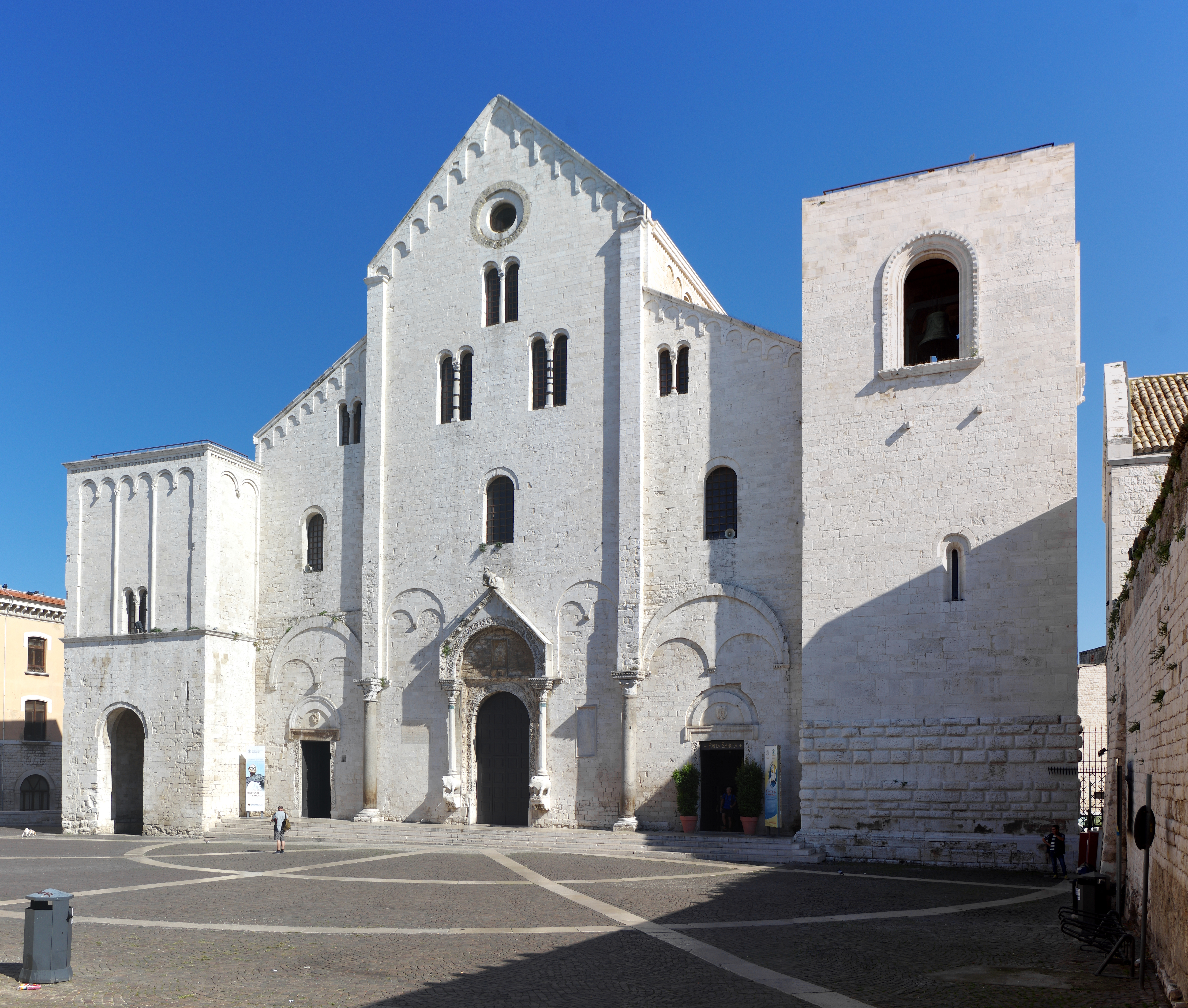
Bazilica Sfântul Nicolae din Bari, Italia
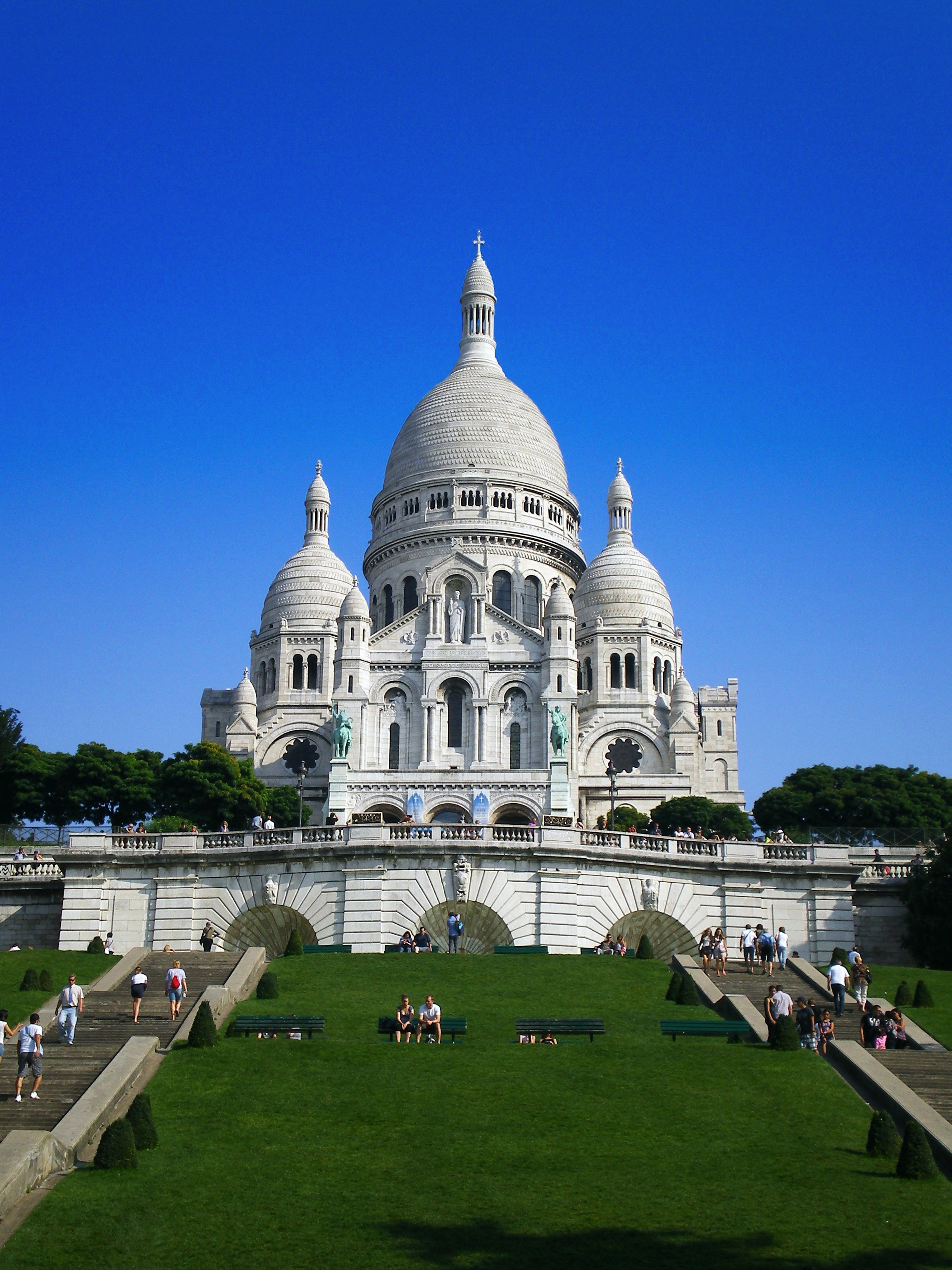
Bazilica Sacré-Cœur din Paris, Franța
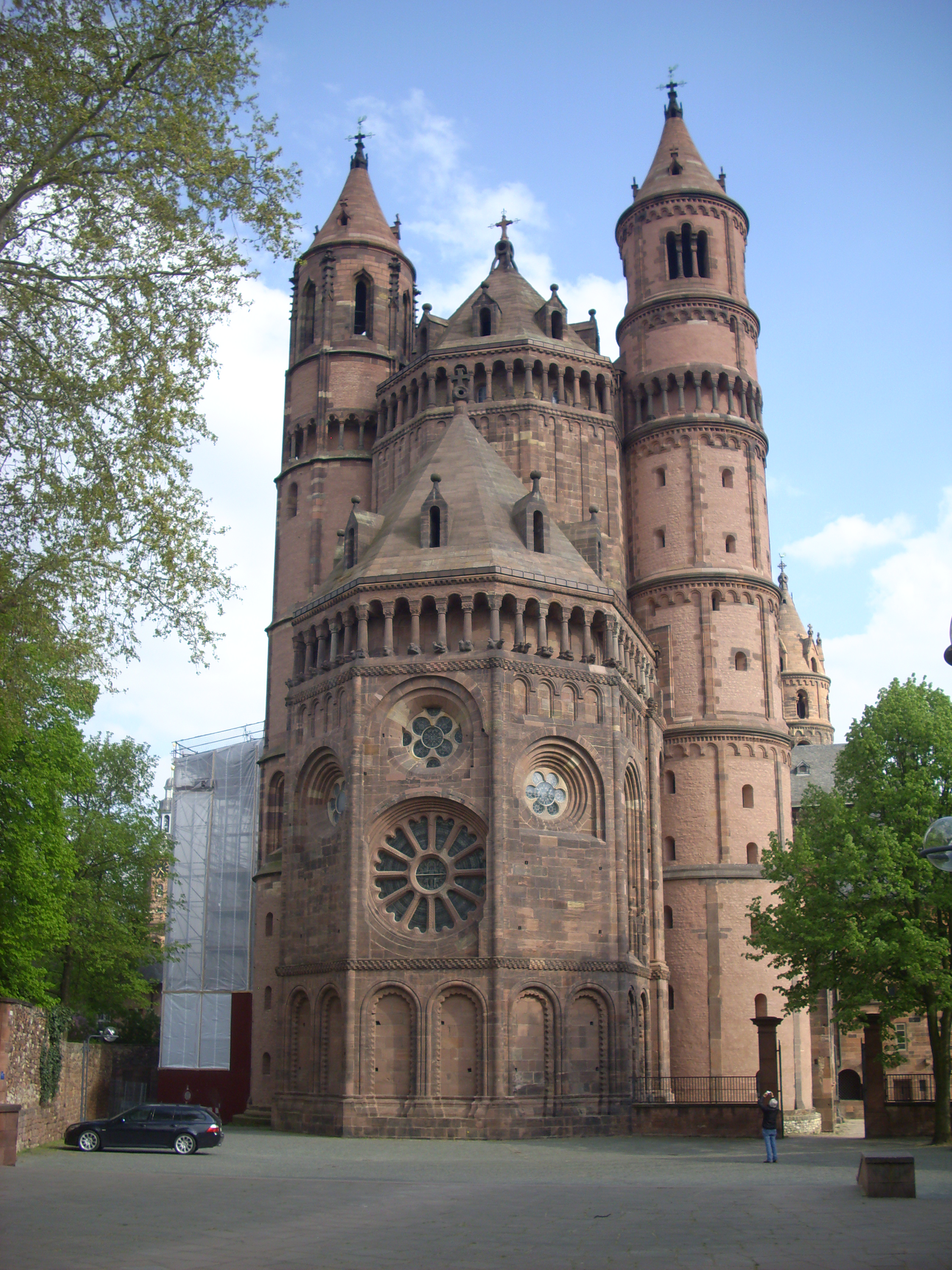
Bazilica din Worms, Germania
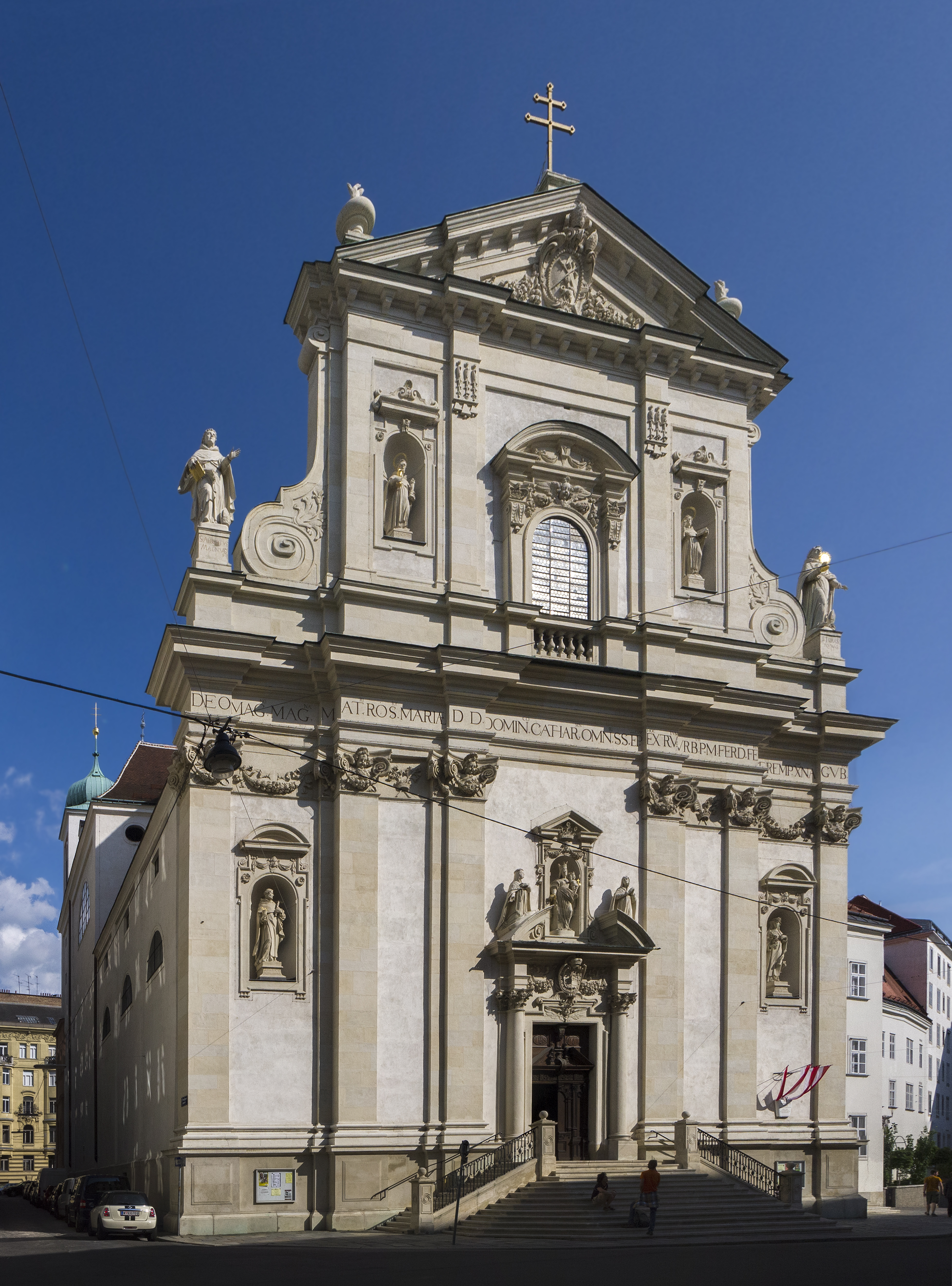
Biserica Dominicanilor din Viena, Austria
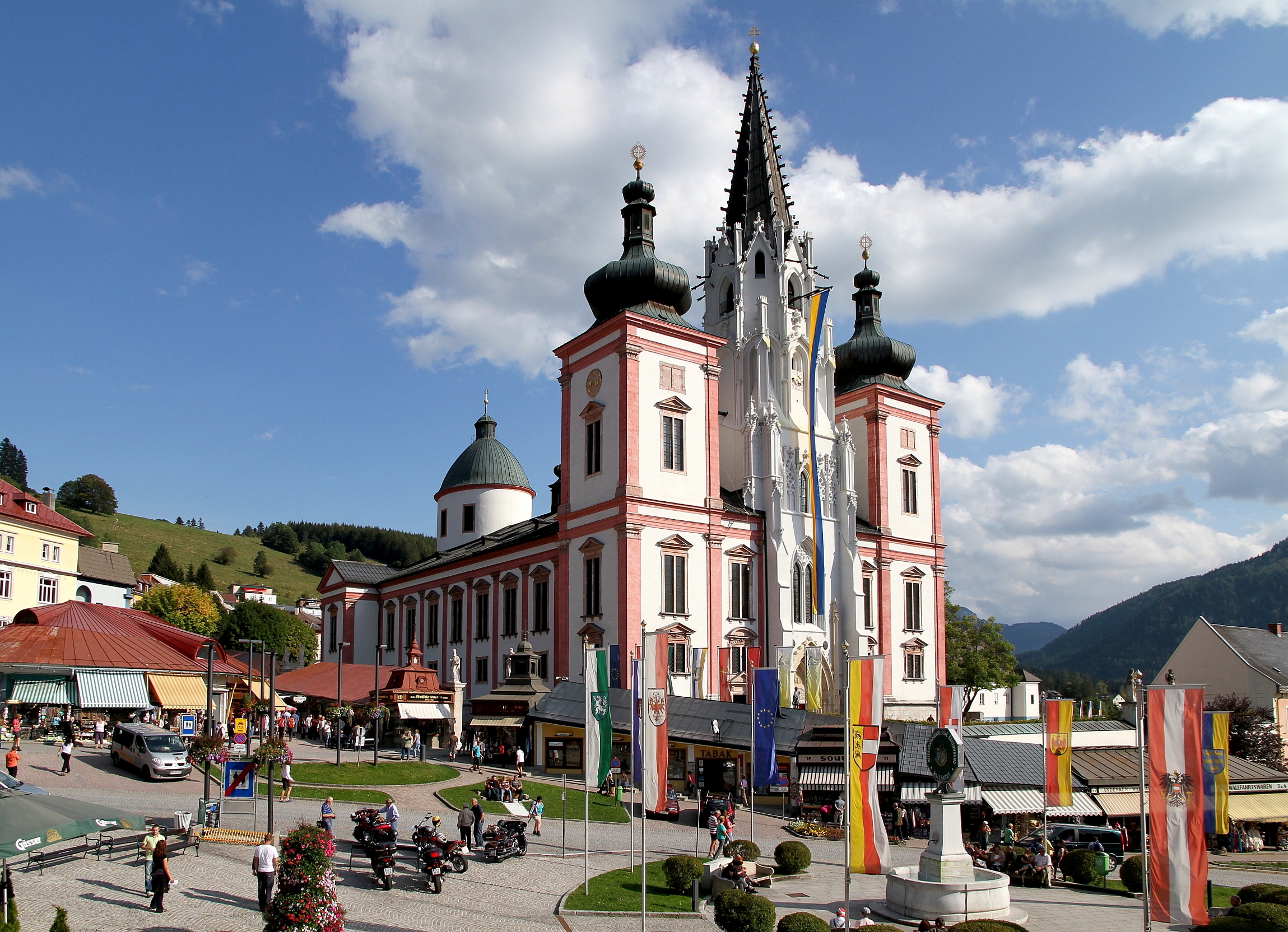
Bazilica Mariazell, Austria
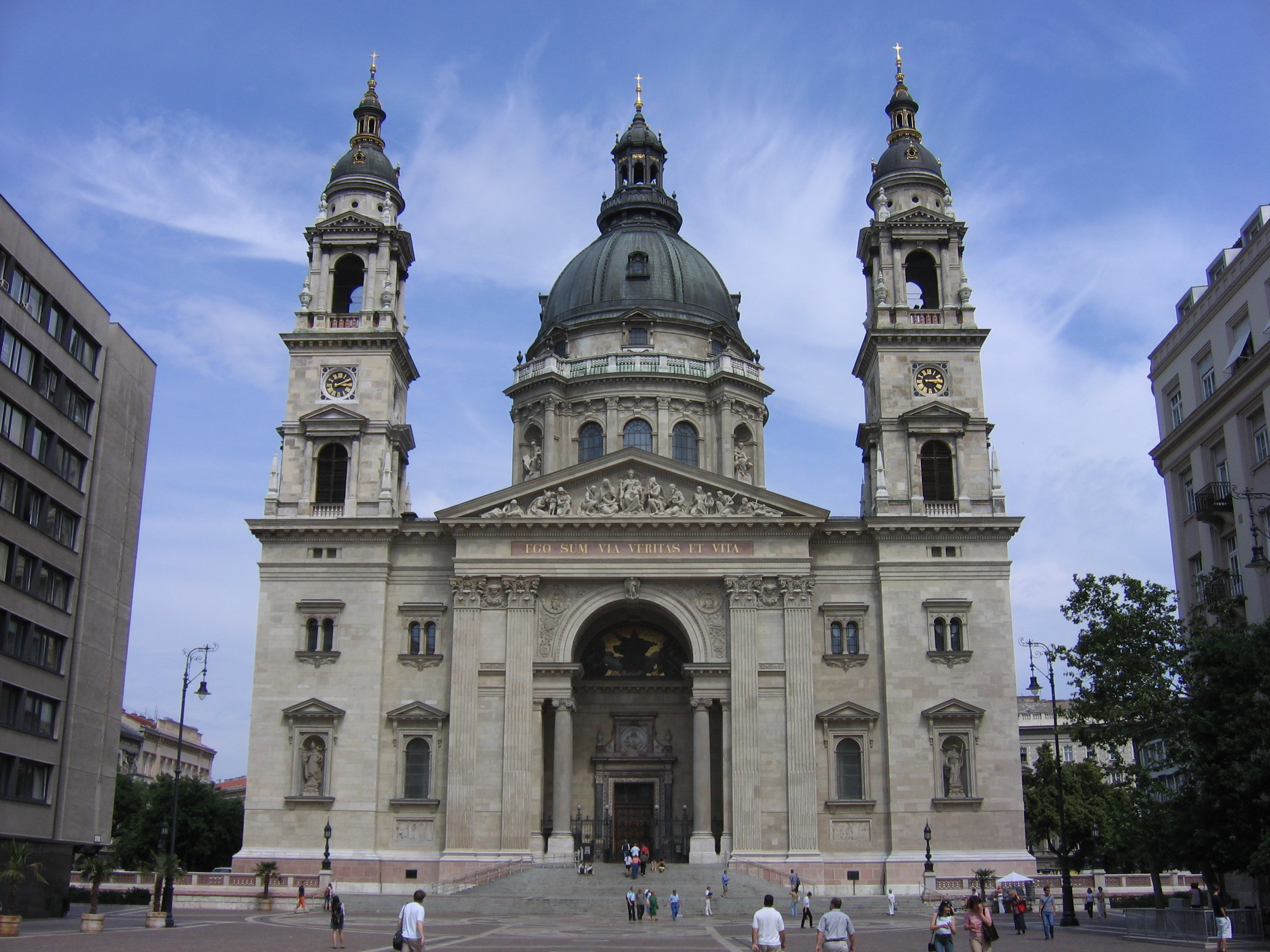
Bazilica Sfântul Ștefan din Budapesta, Ungaria
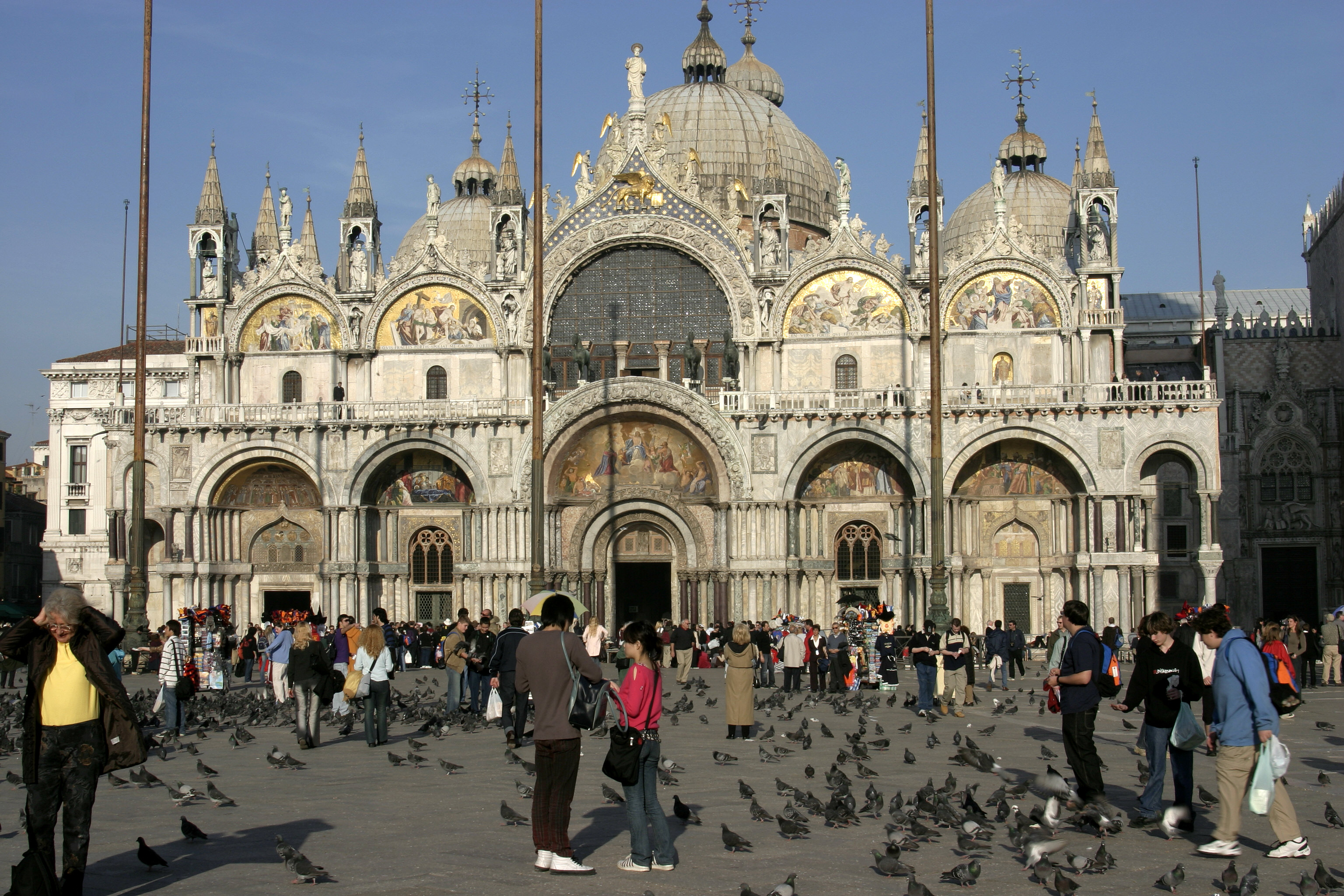
Bazilica Sfântul Marcu din Veneția, Italia
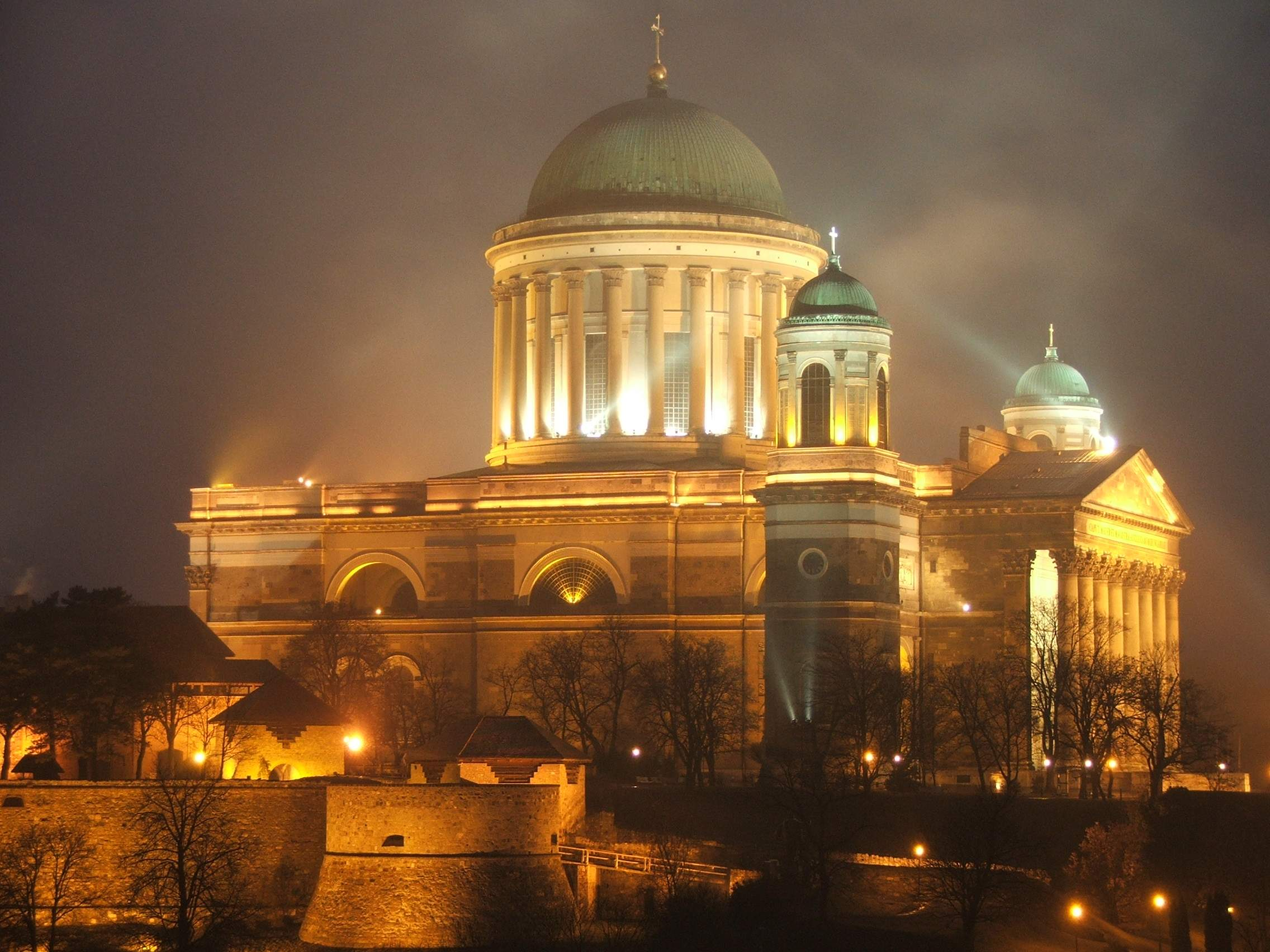
Bazilica din Esztergom, Ungaria
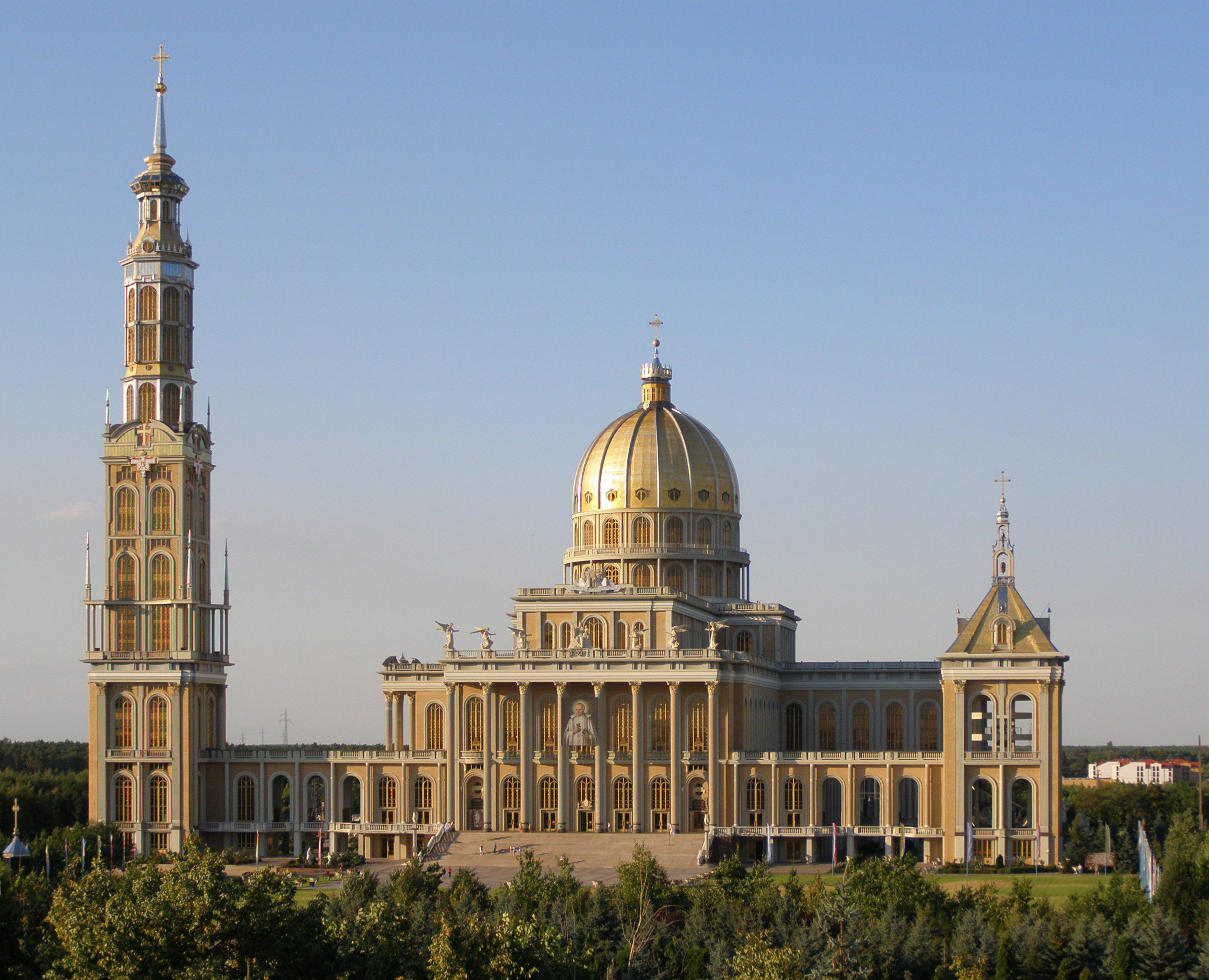
Bazilica Fecioarei Noastre din Licheń, Polonia
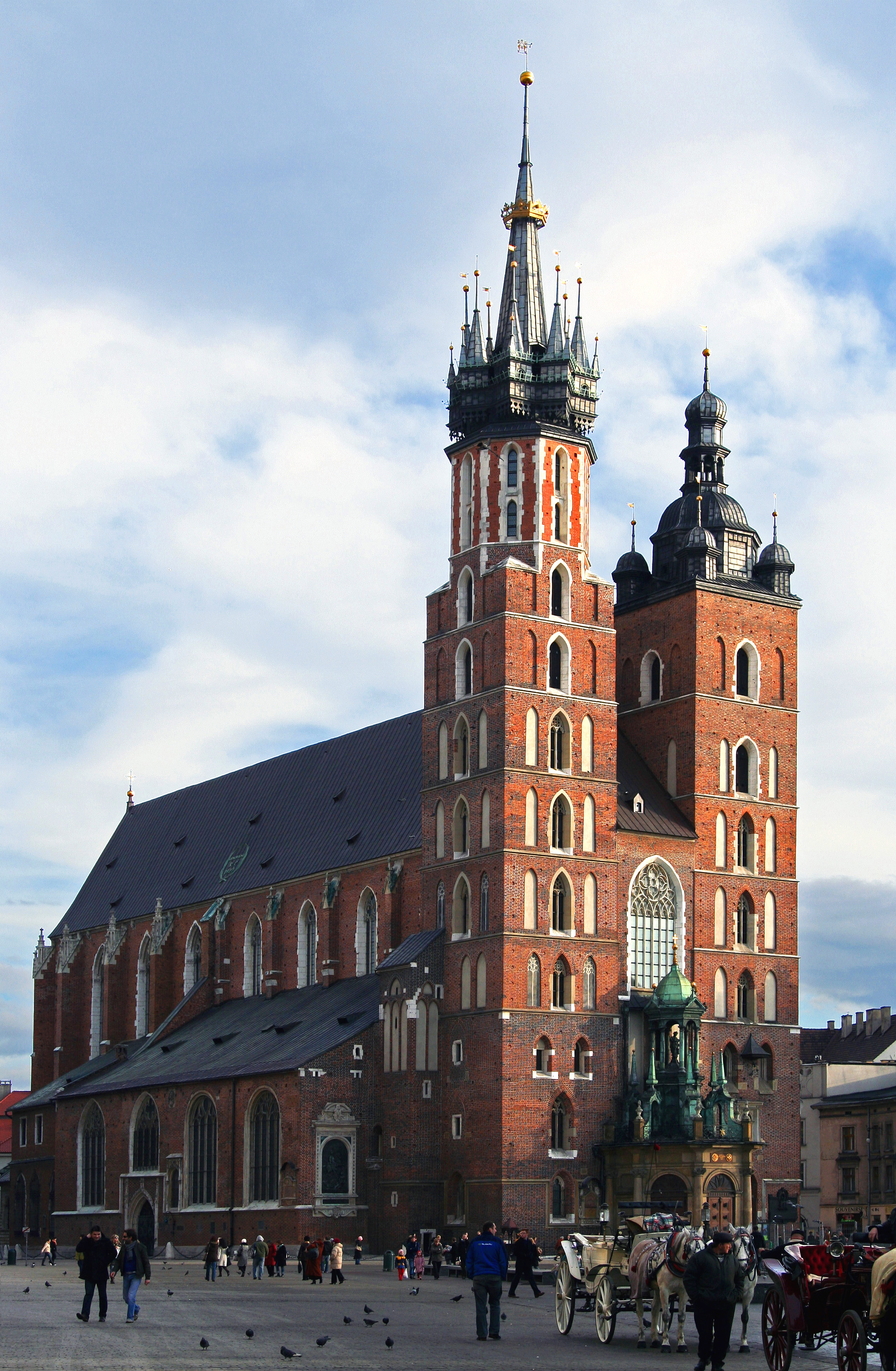
Bazilica Sfânta Maria din Cracovia, Polonia
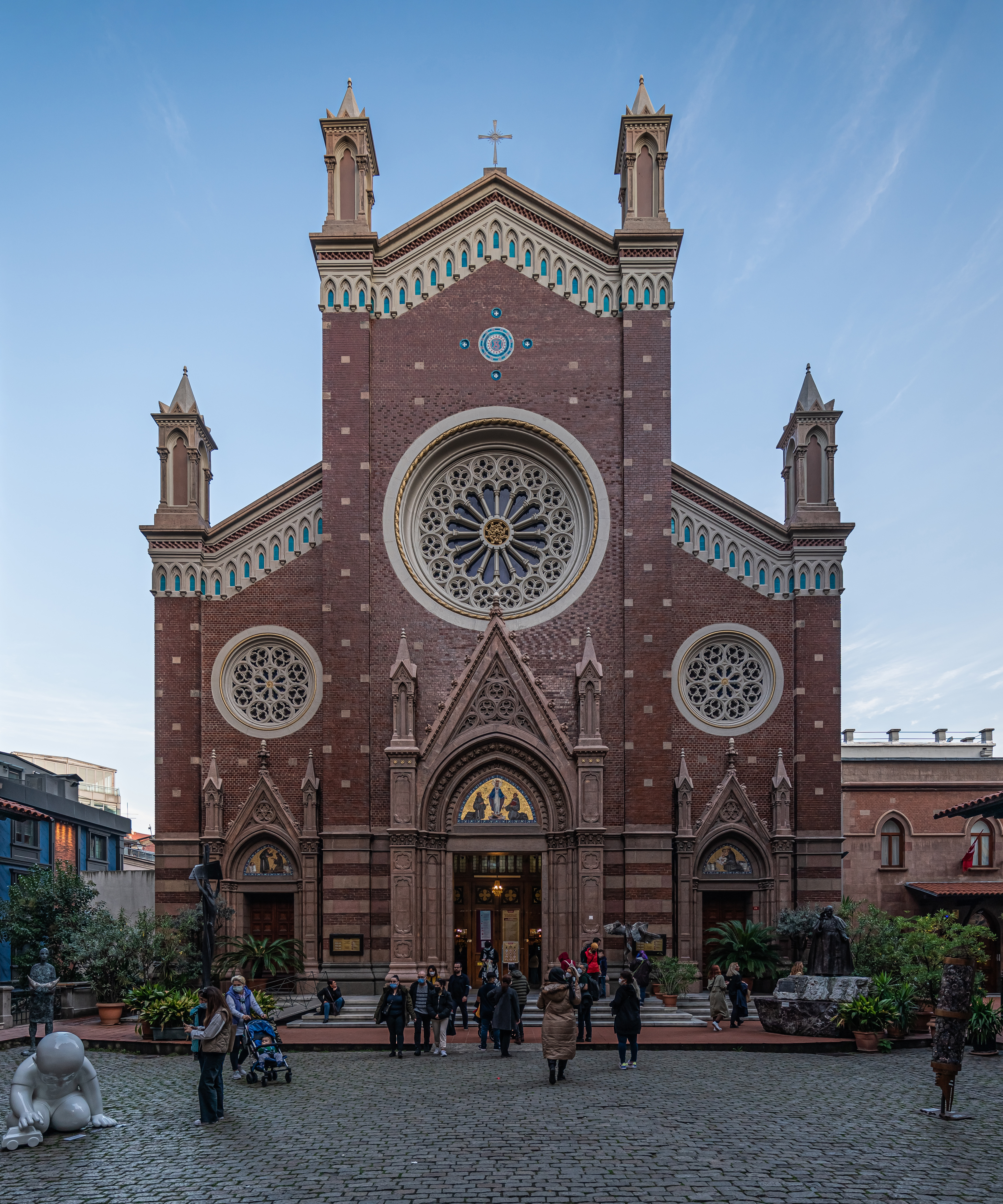
Bazilica Sfântul Anton de Padova, Istanbul, Turcia
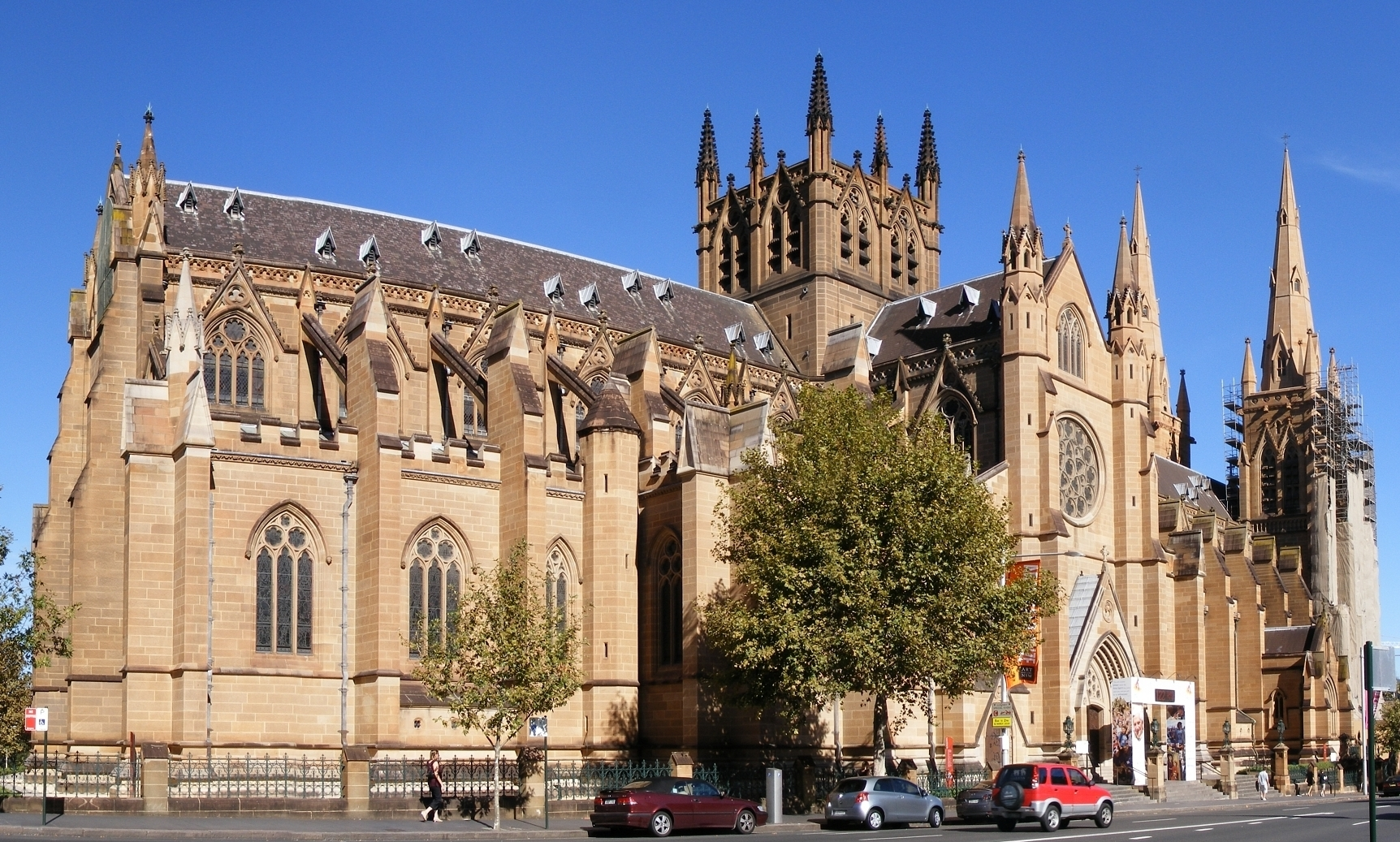
Bazilica Sfânta Maria, Sydney, Australia
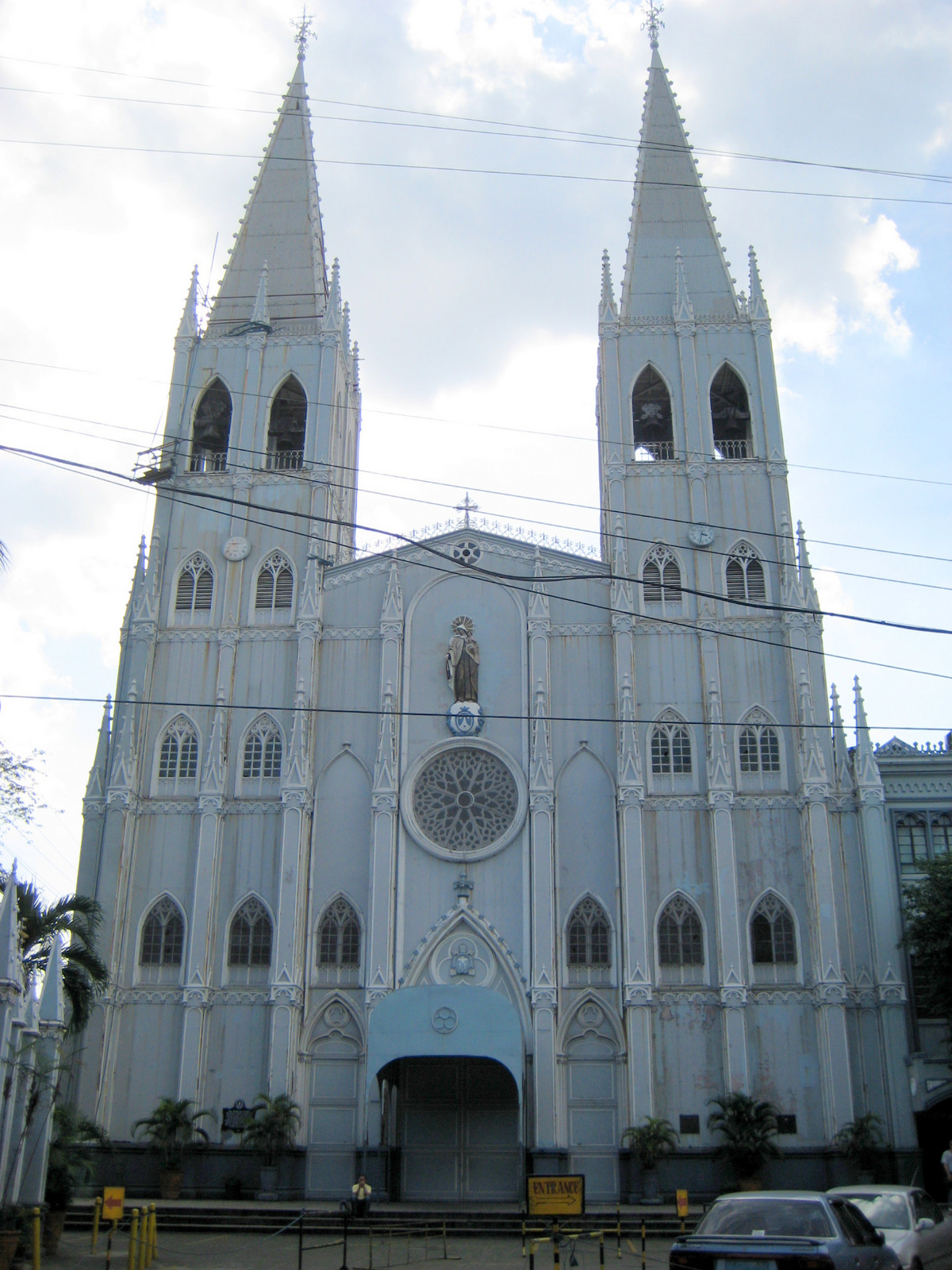
Bazilica Sfântul Sebastian, Manila, Filipine
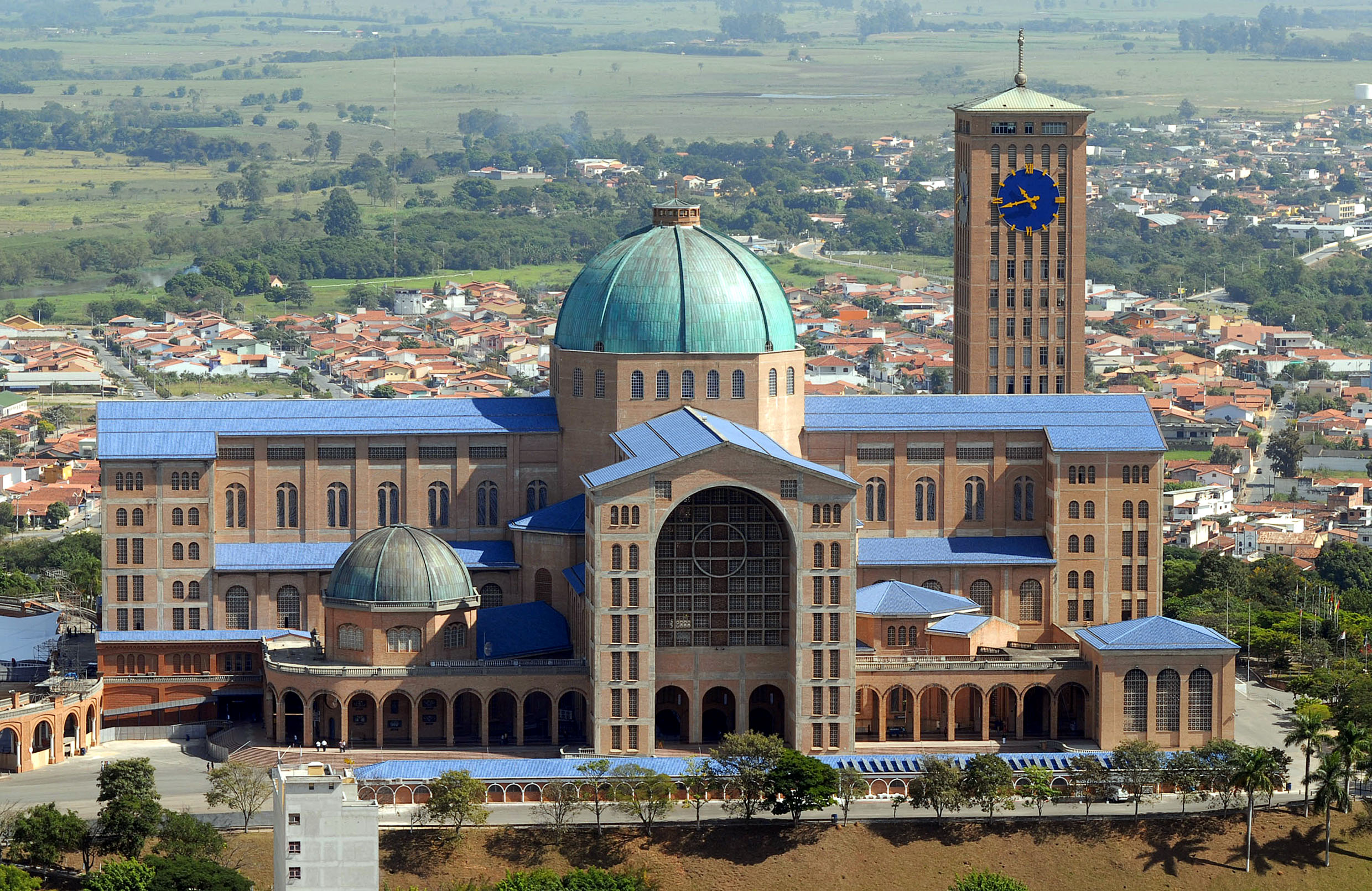
Bazilica Națională a Fecioarei Noastre din Aparecida, Brazilia
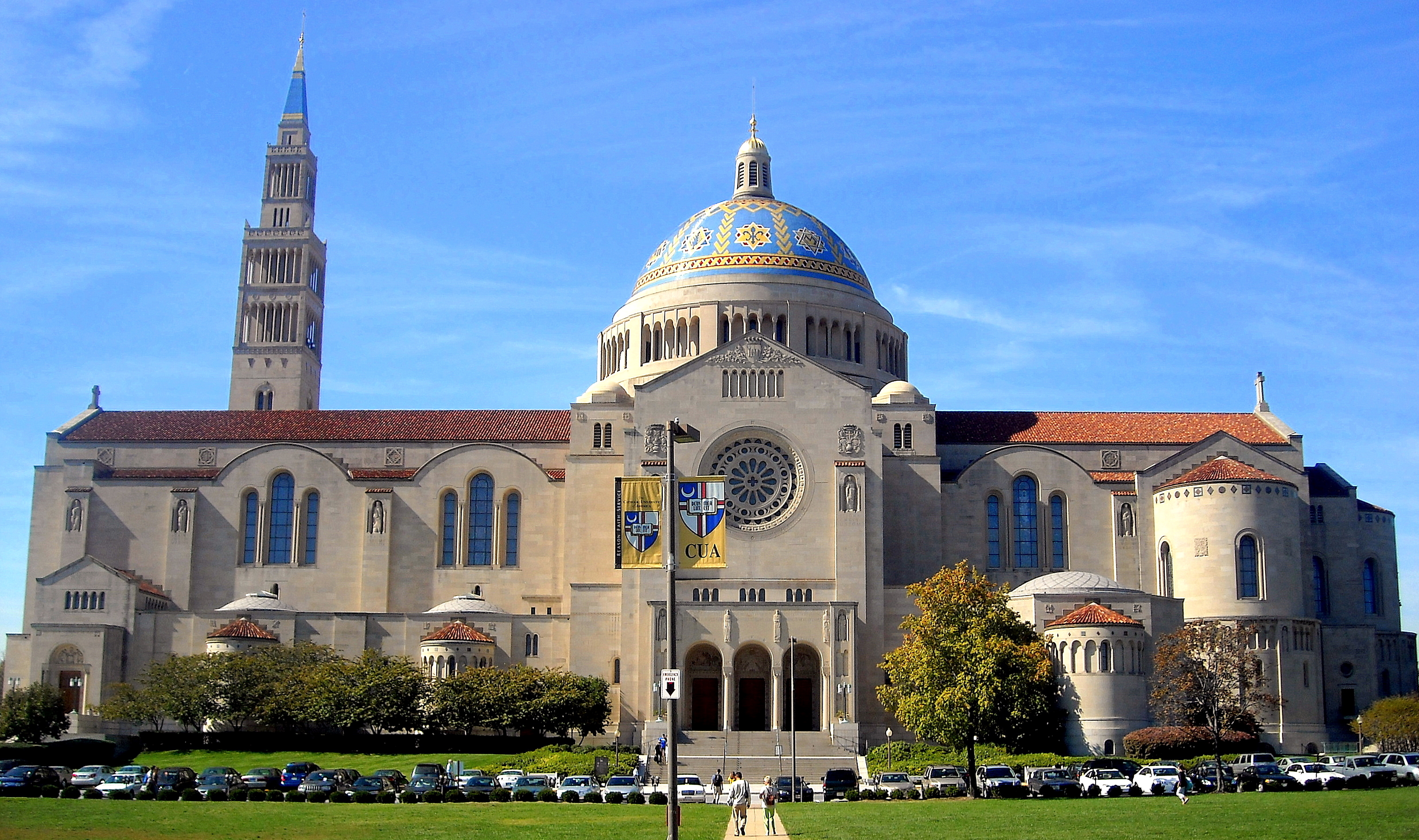
Bazilica Sanctuarului Național al Neprihănitei Zămisliri, Washington, D.C., S.U.A
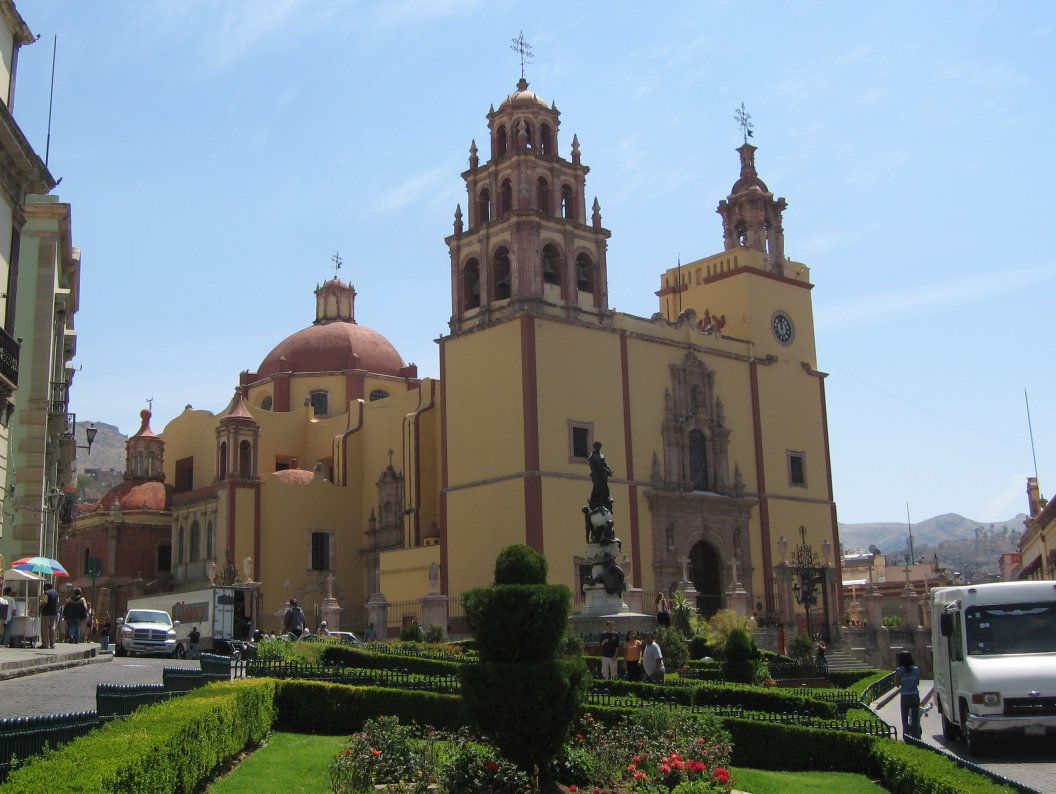
Bazilica Fecioarei Noastre din Guanajauto, Mexic
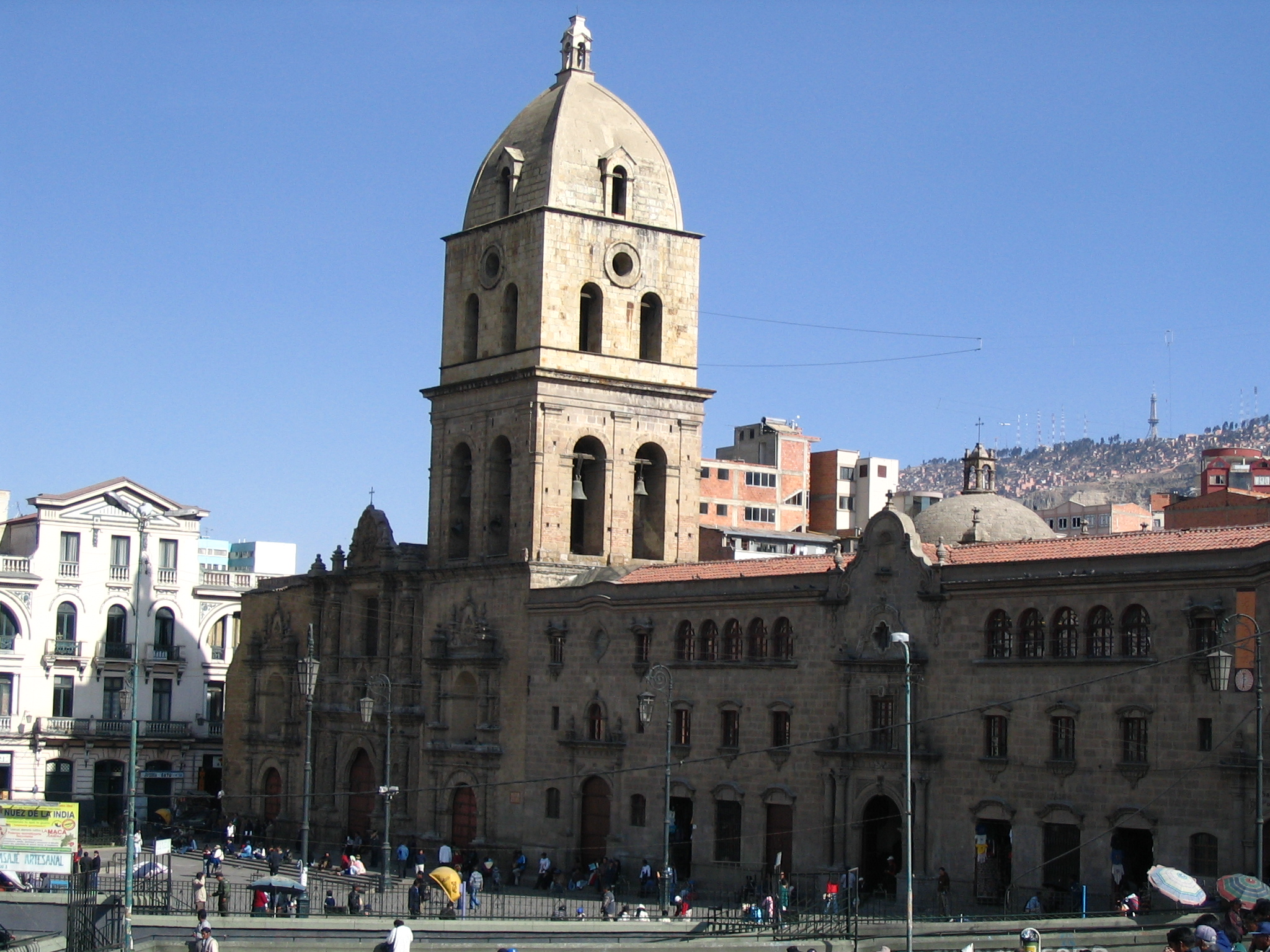
Bazilica Sfântul Francisc, La Paz, Bolivia

## Basilicae minores din România

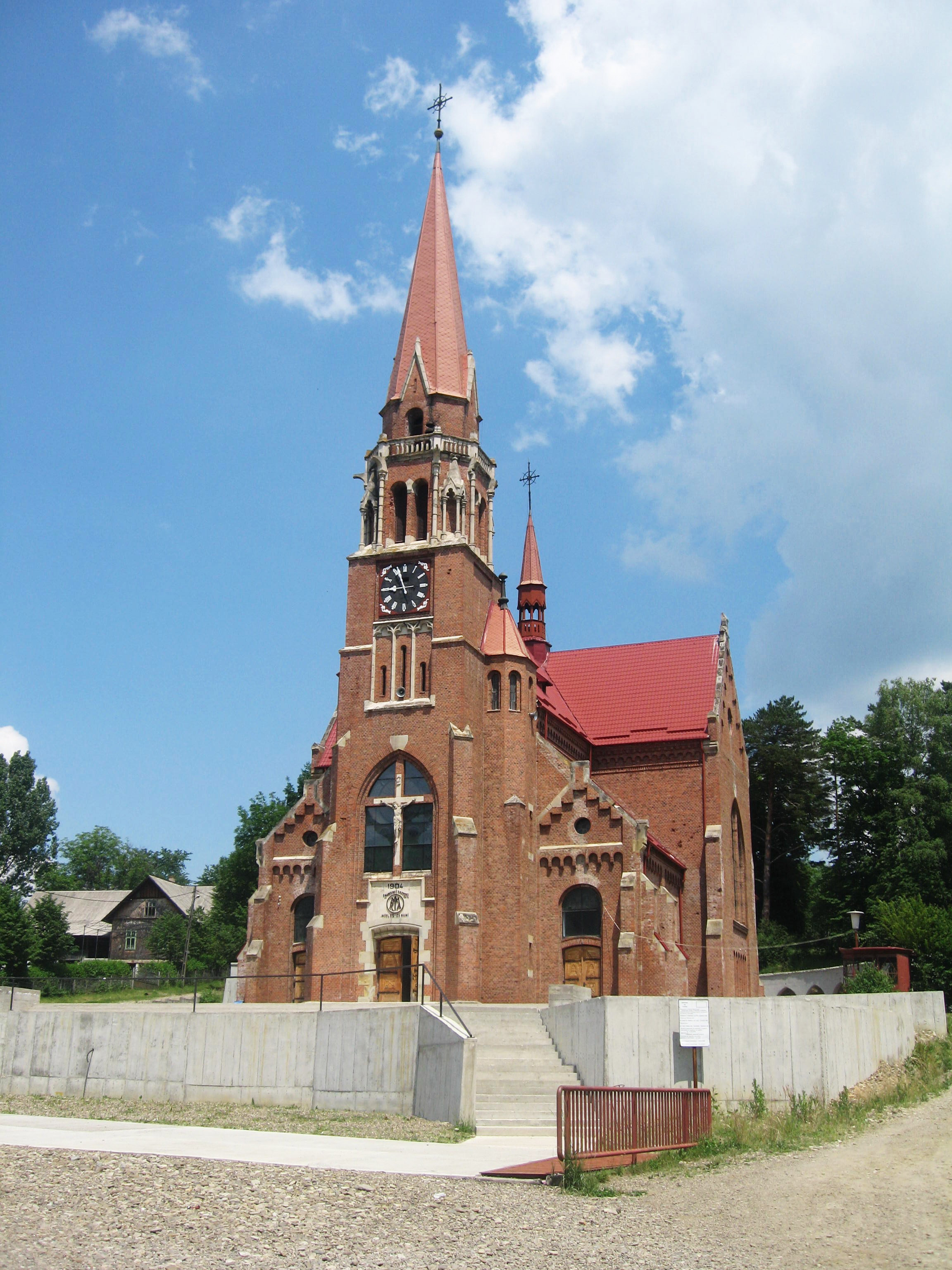
Bazilica Sfânta Maria din Cacica
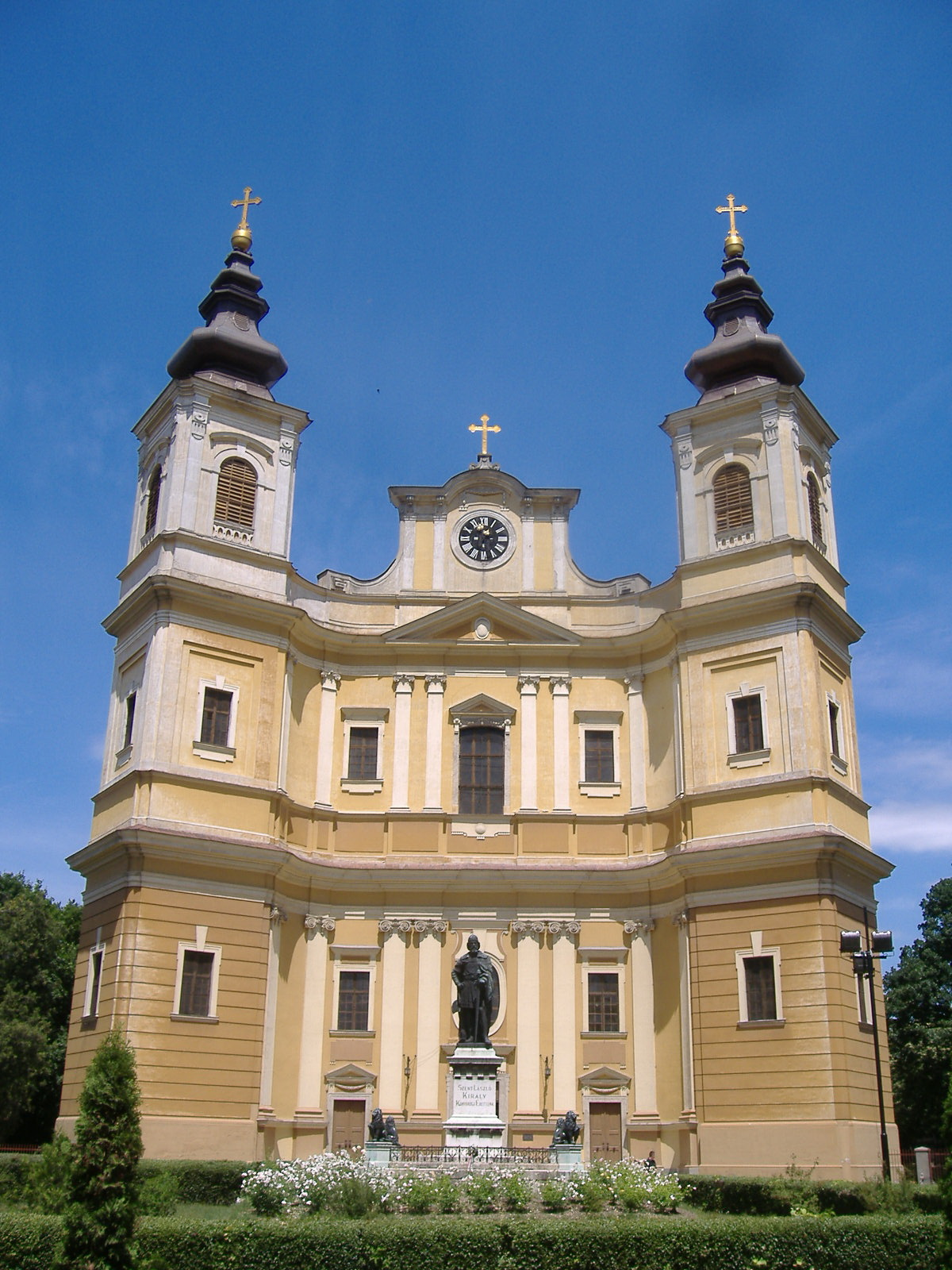
Bazilica Sfânta Maria din Oradea
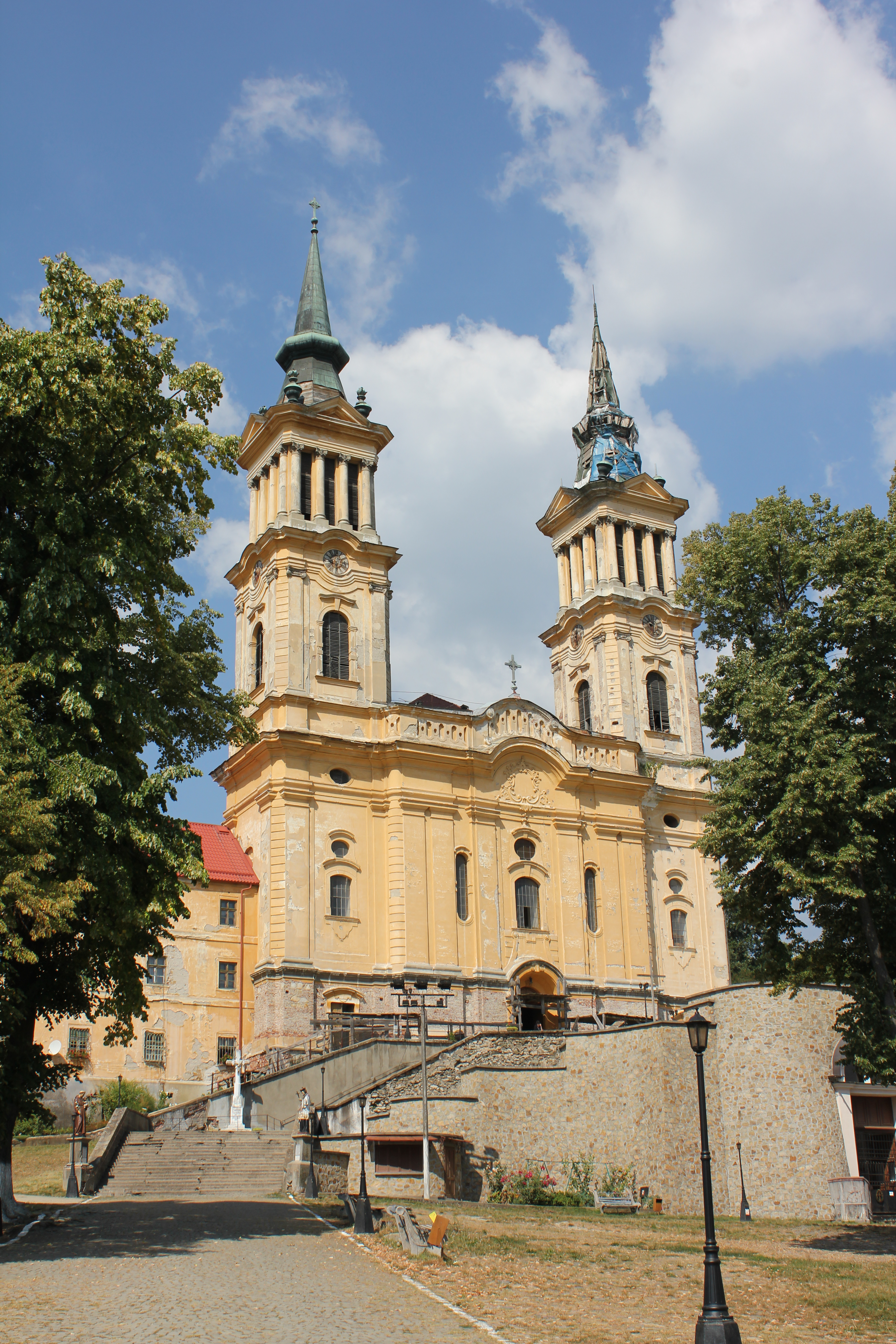
Bazilica Sfânta Maria din Radna
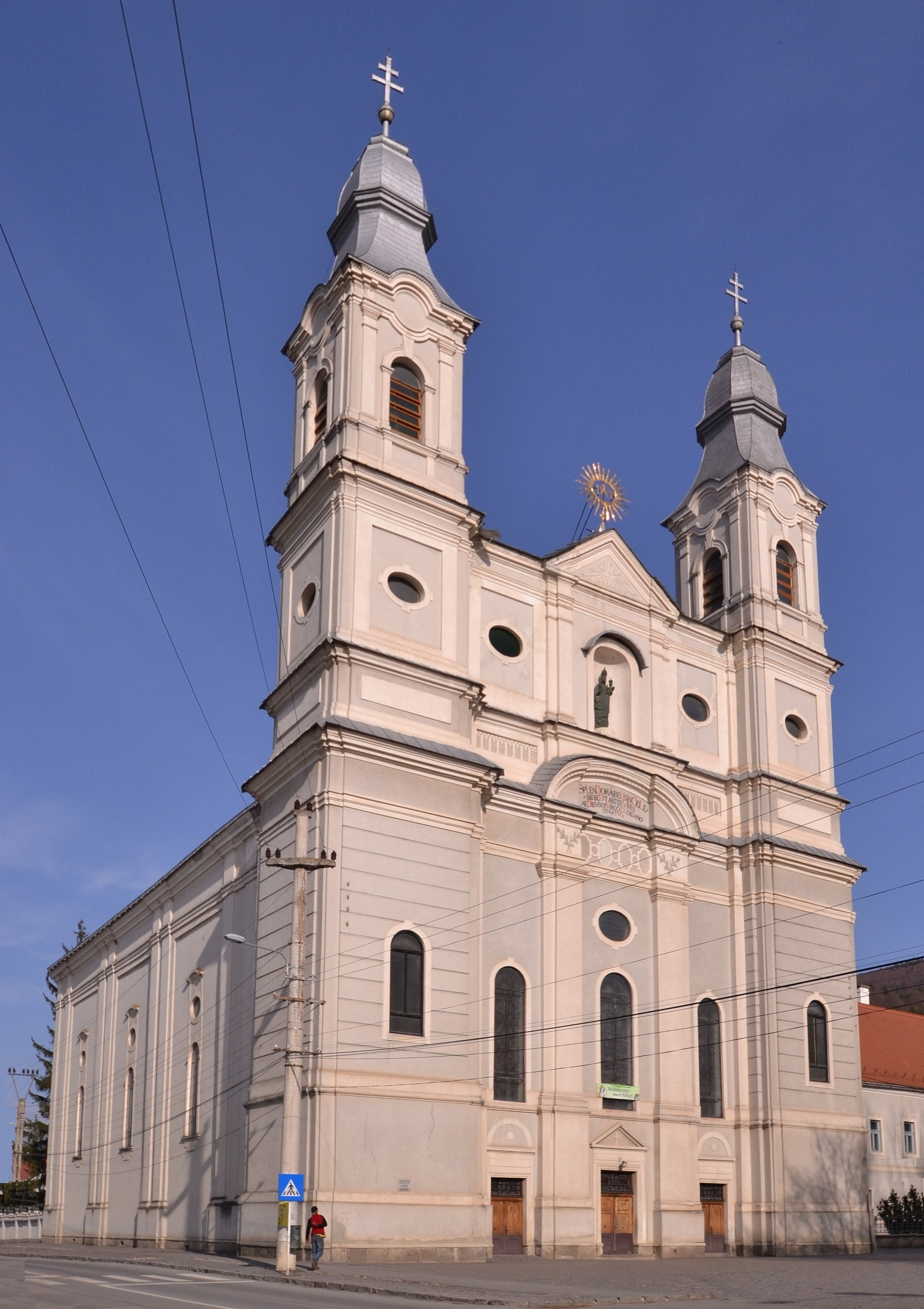
Bazilica Sfânta Maria din Șumuleu Ciuc